# آنری پوپارت لافارژ
هانری پوپارت لافارژ (فرانسوی: Henri Poupart-Lafarge‎؛ زادهٔ ۱۰ آوریل ۱۹۶۹) مدیر کارآفرین اهل فرانسه است، که هم‌اکنون به‌عنوان مدیرعامل شرکت آلستوم فعالیت می‌کند.